# Amerana aurora
Amerana aurora – gatunek płaza bezogonowego z rodziny żabowatych (Ranidae). Występuje od wybrzeży południowo-zachodniej Kolumbii Brytyjskiej do północno-zachodniej Kalifornii, chroniony w Kolumbii Brytyjskiej, Oregonie i Kalifornii. Ma gładką skórę i wąską talię. Rozmnaża się w środowisku wodnym i rzadko można ją spotkać w większej odległości od stawów i mokradeł.
Osobniki dorosłe osiągają około 8 cm. Posiadają ciemno ubarwioną twarz i charakterystyczną jasną smugę wzdłuż linii szczęki. Ich długie, silne kończyny tylne dobrze przystosowały się do wykonywania skoków.

## Siedlisko
Zasiedla wody stojące, jak stawy, mokradła, ale także strumienie, niezbędne temu gatunkowi do rozrodu. Jest on niezwykle przywiązany do swego środowiska, preferując silnie zarośnięte brzegi. Amerana aurora wymaga kryjówek, stanowiąc obiekt polowań różnych ryb, węży, ptaków i ssaków, a nawet pewnych innych płazów. Gdy poczuje się zagrożona, szybko nurkuje na głębokość co najmniej jednego metra, aż poczuje się bezpiecznie w strefie bentosowej stawu.  Dorosłe opuszczają miejsce rozrodu szybko po zakończeniu czynności rozrodczych. Mogą wtedy migrować na odległość pół kilometra na miejsce, gdzie spędzają lato, zazwyczaj  w strefie nadbrzeżnej. W północnej części zasięgu u dorosłych występuje hibernacja. Młode nie opuszczają tak prędko stawu, w którym przyszły na świat, ale także starają się znaleźć schronienie nad brzegiem i są gotowe migrować, jak dorosłe. Dojrzałe Amerana aurora polują na lądowe owady, ale spożywać mogą także niewielkie ślimaki i skorupiaki, a poza tym pierścienice, kijanki, małe ryby, a nawet niewielkie żaby innych gatunków. Kijanki żywią się wyłącznie pokarmem roślinnym.

## Rozmnażanie
Samce i samice pojawiają się w miejscach rozrodu nieraz już w październiku, nieraz zaś dopiero w styczniu. Zależy to od szerokości geograficznej, całkowitych opadów deszczu w sezonie i średniej temperatury. Typowo reprodukcja może nastąpić przy stabilnej minimalnej temperaturze powyżej sześciu stopni Celsjusza. Obserwacje migracji dorosłych osobników najlepiej wychodzą podczas księżycowych nocy z lekkim deszczem. Samce wykazują zachowania terytorialne, nocą prezentują swe walory. Wtedy też ma miejsce większa część aktywności zwierząt, zwłaszcza podczas niewielkiego deszczu. Właściwe zaloty rozpoczynają się w styczniu w Kalifornii, a dopiero w marcu w północnej części zasięgu. Nigdy nie trwają one dłużej niż do lipca, a w bardziej suchych regionach kończą się wcześniej.
Każda samica produkuje od 200 do 1100 jaj w sezonie. Przytwierdza je razem do podwodnej roślinności lub rozkładającego się drewna na głębokości, co charakterystyczne, od siedmiu do piętnastu centymetrów poniżej lustra wody. Klaster jaj liczy zwykle około dziesięciu cm w średnicy i może pod wodą przybierać nieregularne kształty. Kijanki wylęgają się po trzydziestu dziewięciu-czterdziestu pięciu dobach, metamorfozę rozpoczną po osiemdziesięciu dniach.
Składanie jaj ma zwykle miejsce w gęsto zarośniętych płytkich zbiornikach wodnych o minimalnym prądzie. Jaja obserwowano także w wodzie o głębokości do pięciuset cm, co nie stanowi reguły. Zbiorniki wodne używane do rozrodu mogą być zarówno stałe, jak i okresowe, przy czym muszą zwykle dotrwać do czerwca, by zapewnić udaną metamorfozę. Miesiąc ten odpowiada warunkom stanu Oregon, w północnej Kalifornii przeobrażenie następuje na przełomie maja i czerwca.